# Cursa de la Mercè
La Cursa de la Mercè es una carrera atlética de carácter popular e inscripción gratuita que tiene lugar cada año, desde 1978, en un circuito urbano en las calles de Barcelona. Está organizada por organizada por el Ayuntamiento de Barcelona, con la dirección técnica de la Agrupación Atlética Cataluña.
La carrera tiene lugar cada año la matinal de un domingo, durante la segunda quincena de septiembre, coincidiendo con la celebración de las Fiestas de la Merced, la fiesta mayor de Barcelona. Se desarrolla en un circuito urbano de 10 kilómetros por las calles más céntricas de Barcelona, con salida y llegada en la Avenida de María Cristina, entre la Plaza de España y la montaña de Monjuich. 